# Nepenthes klossii
Nepenthes klossii Ridl., 1916 è una pianta carnivora della famiglia Nepenthaceae, endemica della Nuova Guinea, dove cresce a 930–2000 m.

## Conservazione
La Lista rossa IUCN classifica Nepenthes klossii come specie in pericolo di estinzione (Endangered).